# استیون سی. مه‌یر
استیون سی. مه‌یر Stephen C.Meyer (متولد ۱۹۵۸) مدافع اصلی نظریه ای فلسفی در زیست‌شناسی با عنوان طراحی هوشمنداست. او عضو مرکز علوم و فرهنگ (CSC) مؤسسه دیسکاوری (DI)، که سازمان اصلی حامی جنبش طراحی هوشمند است و چندین کتاب در این باره نوشته است. پیش از پیوستن به DI، مه‌یر استاد دانشگاه کالج ویتورث بود. مه‌یر در حال حاضر عضو ارشد DI(مؤسسه دیسکاوری) و مدیر مرکز آن برای علوم و فرهنگ (CSC) است.

## زندگی‌نامه
مه‌یر موفق به کسب مدرک کارشناسی در رشته زمین‌شناسی از دانشگاه Christian Whitworth در سال ۱۹۸۱ گردید. در همین حین وی به عنوان یک جغرافیدان برای شرکت نفتی آتلانتیک ریچفیلد مشغول به کار بود.
اندکی پس از آن، مه‌یر برنده بورس تحصیلی از باشگاه روتاری دالاس برای تحصیل در دانشگاه کمبریج شد. وی در سال ۱۹۹۱ دکترای خود را در تاریخ و فلسفه علم از این دانشگاه به دست آورد.
پایان‌نامه او تحت عنوان " سرنخ‌ها و علل: تفسیر روش شناختی از مبانی مطالعات زندگی است.
بعد از دریافت دکترایش او به تدریس فلسفه در دانشگاه‌های Whitworth و نخل ساحلی آتلانتیک مشغول شد. مه‌یر بعداً تدریس را متوقف کرد تا وقت خود را به جنبش طراحی هوشمند اختصاص دهد.
او ازدواج کرده و اکنون دارای ۳ فرزند می‌باشد.

## مستندات و مناظرات
او در تلویزیون و در انجمن‌های عمومی حمایت از طراحی هوشمند ظاهر شده‌است. به‌طور مشخص او در مستند محصول سال ۲۰۰۲ مؤسسه دیسکاوری با عنوان Unlocking the Mystery of Life(بازگشایی رمز حیات) ظاهر شده و نویسندگی بخشی از آن را نیز عهده‌دار بوده.
همچنین بن استین در مستند جنجالی Expelled: No Intelligence Allowed با وی مصاحبه کرد. از دیگر مستنداتی که وی در آن‌ها حضور داشته می‌توان به darwins dilemma و the case for a creator اشاره کرد.
مه‌یر همچنین به عنوان یک مناظره‌کننده فعال نیز شناخته می‌شود از جمله مناظرات او می‌توان به مناظره اش در آوریل سال ۲۰۰۶ با peter ward دیرینه‌شناس از دانشگاه واشینگتن در یک بحث آنلاین باز دربارهٔ طراحی هوشمند در سیاتل واشینگتن اشاره کرد. وی همچنین با بی خدایانی چون peter atkins, Eugenie Scott و شک گرایانی مثل Michael shermer مناظراتی داشته.